# Вашингтон (округ, Юта)
Округ Вашингтон (англ. Washington County) располагается в США, штате Юта. По состоянию на 2012 год, численность населения составляла 144 809 человек. Получил своё название по имени первого президента США Джорджа Вашингтона.

## География
По данным Бюро переписи США, общая площадь округа равняется 6294 км², из которых 6283 км² суша и 9 км² или 0,1 % это водоёмы.

### Соседние округа
- Айрон (Юта) — север
- Кейн (Юта) — восток
- Мохаве (Аризона) — юг
- Линкольн (Невада) — запад

## Демография
По данным переписи населения 2000 года в округе проживает 90 354 жителя в составе 29 939 домашних хозяйств и 23 442 семей. Плотность населения составляет 14 человек на км². На территории округа насчитывается 36 478 жилых строений, при плотности застройки 6 строений на км². Расовый состав населения: белые — 93,57 %, афроамериканцы — 0,21 %, коренные американцы (индейцы) — 1,47 %, азиаты — 0,45 %, гавайцы — 0,42 %, представители других рас — 2,24 %, представители двух или более рас — 1,65 %. Испаноязычные составляли 5,23 % населения.
В составе 37,10 % из общего числа домашних хозяйств проживают дети в возрасте до 18 лет, 67,60 % домашних хозяйств представляют собой супружеские пары проживающие вместе, 8,00 % домашних хозяйств представляют собой одиноких женщин без супруга, 21,70 % домашних хозяйств не имеют отношения к семьям, 17,50 % домашних хозяйств состоят из одного человека, 8,90 % домашних хозяйств состоят из престарелых (65 лет и старше), проживающих в одиночестве. Средний размер домашнего хозяйства составляет 2,97 человека, и средний размер семьи 3,36 человека.
Возрастной состав округа: 31,20 % моложе 18 лет, 11,60 % от 18 до 24, 22,40 % от 25 до 44, 17,80 % от 45 до 64 и 17,00 % от 65 и старше. Средний возраст жителя округа 31 лет. На каждые 100 женщин приходится 97,30 мужчин. На каждые 100 женщин старше 18 лет приходится 94,40 мужчин.
Средний доход на домохозяйство в округе составлял 37 212 USD, на семью — 41 845 USD. Среднестатистический заработок мужчины был 31 275 USD против 20 856 USD для женщины. Доход на душу населения был 15 873 USD. Около 7,70 % семей и 11,20 % общего населения находились ниже черты бедности, в том числе — 14,60 % молодежи (тех кому ещё не исполнилось 18 лет) и 4,20 % тех кому было уже больше 65 лет.